# Kajetan Wincenty Korzeniowski
Kajetan Wincenty Korzeniowski herbu Lis (zm. po 1793) – regent kancelarii mniejszej litewskiej w 1778 roku, sędzia ziemski piński w latach 1765–1779, cześnik piński w latach 1758–1765.
Poseł na sejm 1776 roku z województwa wołyńskiego.
Odznaczony Orderem Orła Białego w 1790 roku, kawaler Orderu Świętego Stanisława w 1778 roku.